# Tilehurst

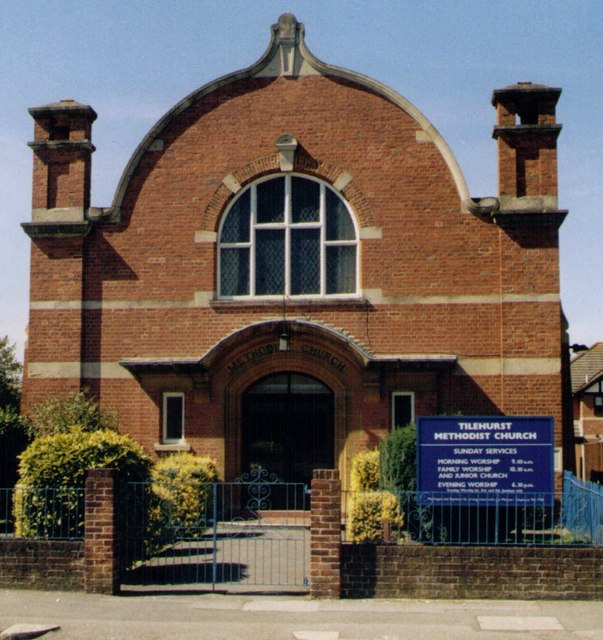

Tilehurst (wym. [ˈtaɪlhɜrst]) – przedmieście miasta Reading, w hrabstwie Berkshire, w Anglii. Leży na zachód od centrum Reading i rozciąga się od Tamizy (na północy) do drogi A4 (na południu). Przedmieście po części leży w granicach Reading i w dystrykcie West Berkshire. Część zlokalizowana w West Berkshire tworzy fragment civil parish Tilehurst, w którego skład wchodzi także północna część Calcot i niewielki teren wiejski na zachód od dzielnicy podmiejskiej. W 2011 roku dzielnica liczyła 9155 mieszkańców. W 2011 civil parish liczyła 14 064 mieszkańców.